# Barenburg (Dolna Saksonia)
Barenburg (dolnoniem. Baarnborg) – miasto (niem. Flecken) w Niemczech, w kraju związkowym Dolna Saksonia, w powiecie Diepholz, wchodzi w skład gminy zbiorowej Kirchdorf.